# Korubos
Els korubos o korubu és el nom donat a una tribu de indígenas que viuen a la terra indígena de la Vall del Yavarí, a la conca de l'Amazones Occidental, Brasil. Aquest grup s'autodenomina Dslala i en portuguès els coneixen com caceteiros (bastonejadors). La majoria del que es coneix sobre aquesta tribu està basat en la recerca de l'explorador brasiler Sydney Possuelo qui va contactar amb la tribu per primera vegada a l'octubre de 1996. Potser són uns 227 individus.
Els korubos viuen allunyats de la societat moderna, encara que a vegades han tingut contacte violent amb les comunitats circumdants. Existeix un petit grup dirigit per una dona anomenada "Maia". Està porció de la tribu té al voltant de 23 membres i el grup més gran s'estima que té 150 membres.

## Cultura
L'habitatge tradicional és la maloca, consistent en una gran cabanya comunal. S'alimenten de peixos, mona aranya, ocells, porcs salvatges, fruites, mandioca i blat de moro. Tenen coneixements d'agricultura, per a les collites de la qual es fa neteja de muntanya, i practiquen la recol·lecció i la caça. La seva principal arma de caça i combat és una espècie de porra o garrot. També utilitzen dards verinosos. Dediquen al treball entre 4 a 5 hores al dia.
No tenen pràctiques espirituals o religioses conegudes. Ocasionalment, practiquen infanticidi per raons desconegudes. Homes i dones es pinten ells mateixos amb un tint vermell (annato) obtingut d'una planta denominada bixa. D'acord amb Ethnologue, la llengua korubo pot pertànyer a les llengües pano i podria ser el mateix que la llengua matsés. Una de les causes principals de malaltia i defunció dins de la tribu és la malària i la grip.
A causa del seu aïllament, no es coneix amb exactitud el número de korubos que componen aquesta comunitat, però basant-se en el recompte de cases en reconeixements aeris, s'estima que la població és d'alguns centenars d'individus. Per causa d'una disputa, un grup d'uns 20 korubos es va separar de la tribu principal deixant l'aïllament i interactuant sovint amb assentaments veïns i empleats de la Fundação Nacional do Índio (FUNAI).
La revista National Geographic va escriure un article sobre ells en l'edició d'agost de 2003 titulat Després del Primer Contacte. La revista The Smithsonian va escriure un article sobre la mateixa tribu anomenat Fora del Temps, en la seva edició d'abril de 2005.

## Participació amb FUNAI
El primer contacte pacífic amb els kurodo va ser en 1973 i durant les següents dècades l'agència brasilera FUNAI va perdre a set treballadors, assassinats en l'intent d'establir una relació amistosa amb ells.
Se sap molt poc sobre aquestes persones a causa de la negativa de FUNAI de permetre als antropòlegs estudiar al grup. Un departament especial de FUNAI va organitzar una expedició en 1996 per a establir un primer contacte pacífic amb ells. Els korubos han matat a diverses persones que van penetrar en les seves terres: l'últim incident va ocórrer l'any 2000, quan guerrers kurobus van matar a tres fusters prop de la reserva Kurobo.
FUNAI ajuda als korubus proporcionant-los algunes vacunes modernes i mitjançant la seva inspecció constant. També van establir un Parc nacional que abasta les terres dels korubus per a impedir la tala en la zona. El seu objectiu és prevenir qualsevol altre contacte amb la tribu per la societat moderna amb la finalitat de preservar la seva forma de vida.

## Escaramusses amb el món Occidental
Tan aviat com es va dividir del grup korubo més gran, el grup escindit va ser espantat pels colonitzadors de Lodario, matant-ne dos membres. Guiats pel seu guerrer Ta'van, el grup korubo va matar tres fusters. Ta'van també va matar a un amic pròxim a Possuelo i membre de FUNAI, Raimundo (Sobral) Batista Magalhaes, el 22 d'agost de 1997. Sobral intentava portar de retorn una lona de quitrà del grup.

## Etimologia
Segons Pedro Coelho, la denominació Korubo els va ser assignada pels matis, qui afirmen que els korubo seria un nom propi de l'onomàstica matis. Un matis va revelar el significat de la paraula: “Koru és "cobert de sorra, cendra," "brut de fang". Els korubo es tapen de fang per espantar els mosquits, queden així bruts, coberts de Koru”.
Entre les persones locals sovint són anomenats caceteiros el qual va ser directament traduït per un periodista francès com aixafacaps a causa de la similitud a la paraula francesa casse-tête. Caceteiro, tanmateix, actualment significa colpejador o home amb una porra, referint-se simplement a les seves armes, així com les persones veïnes aïllades anomenades flecheiros que són simplement arquers, també referint-se a les armes que ells usen.